# 블라디미르 가불로프
| 이 사람의 이름은 동슬라브어군 이름입니다. 첫 번째 성은 가불로프 이며 부칭은 보리소비치 입니다. |

블라디미르 보리소비치 가불로프(러시아어: Владимир Борисович Габулов vlɐˈdʲimɪr bɐˈrʲisəvʲɪtɕ gɐˈbuləf[*], 오세트어: Гæбулты Борисы фырт Владимир Gabulte Boriše fert Vlâdimir, 1983년 10월 19일, 북오세티아 자치 사회주의 공화국 모즈도크 ~)는 러시아의 전직 축구 선수로, 현역 시절 골키퍼로 활약했다. 그는 유로 2008, 2017년 컨페더레이션스컵, 그리고 2018년 월드컵에 3번째 골키퍼로서 대회에 참가했다.

## 클럽 경력
2018년 1월 2일, 그는 벨기에의 클뤼프 브뤼허와 계약했다.
2018년 11월 12일, 그는 공식적으로 은퇴를 선언했다.

## 국가대표팀 경력
가불로프는 2007년 8월 22일에 폴란드를 상대로 러시아 국가대표팀 첫 경기를 치렀는데, 전반 종료와 함께 안톤 슈닌과 교체되어 나갔다. 그는 마케도니아와의 유로 2008 예선전 경기에서 공식 대회 첫 경기를 치렀지만, 고란 마즈노프에 범한 반칙으로 69분에 퇴장당했다. 2007년 10월 17일, 이고리 아킨페예프가 부상으로 빠지고 뱌체슬라프 말라페예프의 기량 난조로 하락세인 가운데, 그는 승리가 필요한 잉글랜드와의 중요한 일전에서 골문을 지켰다. 그는 러시아의 골문을 승부처마다 선방하며 0-1로 끌려가던 경기를 2-1로 뒤집어 승리했다. 가불로프는 잉글랜드전에서의 활약으로 이스라엘과 안도라와의 남은 두 예선전 경기에 선발로 출전했고, 이후 아킨페예프와 말라페예프의 뒤를 책임질 3번째 골키퍼로 러시아의 유로 2008 명단에 이름을 올렸다.
2018년 5월 11일, 그는 2018년 월드컵을 앞두고 같은 오세티아 자치 공화국 출신이자 감독인 스타니슬라프 체르체소프 감독의 부름을 받아 예비 명단에 이름을 올렸다. 2018년 6월 3일, 그는 월드컵 최종 명단에 이름을 올렸다. 그는 이고리 아킨페예프의 후보 골키퍼로 대기만 했다.
주요 대회 출전 기록
| 연도      | 대회                    | 연령 | 출장 | 출장 | 실점 | 기록              |
| 연도      | 대회                    | 연령 | 선발 | 교체 | 실점 | 기록              |
| --------- | ----------------------- | ---- | ---- | ---- | ---- | ----------------- |
| 2004–2005 | 2006년 유럽 U-21 예선전 | U21  | 9    | 0    | 5    | 플레이오프전 진출 |
| 2006–2007 | 유로 2008 예선전        | 성인 | 4    | 0    | 3    | 본선 진출         |

## 은퇴 후 행보
은퇴 1년차인 2018년부터 2019년까지 그는 북오세티야 공화국의 체육부 장관으로 역임했다. 2년차인 2019년에는 알라니야 블라디캅카스의 회장을 역임했다.
2020년 2월 18일, 그는 러시아 프로 축구 리그의 올림프 힘키 회장으로 취임했다. 2021년 12월 28일, 그는 러시아 프리미어리그의 힘키 단장으로 내정되었다. 그는 2022년 5월 5일에 힘키를 떠났다.

## 경력 통계

### 클럽
2017년 12월 8일 기준
| 구단                  | 시즌       | 리그                | 리그 | 리그 | 컵   | 컵 | 대륙 | 대륙 | 기타 | 기타 | 합계 | 합계 |
| 구단                  | 시즌       | 리그명              | 출장 | 골   | 출장 | 골 | 출장 | 골   | 출장 | 골   | 출장 | 골   |
| --------------------- | ---------- | ------------------- | ---- | ---- | ---- | -- | ---- | ---- | ---- | ---- | ---- | ---- |
| 모즈도크              | 1999       | 2부 리그            | 18   | 0    | 0    | 0  | –    | –    | –    | –    | 18   | 0    |
| 모즈도크              | 2000       | 2부 리그            | 15   | 0    | 0    | 0  | –    | –    | –    | –    | 15   | 0    |
| 모즈도크              | 합계       | 합계                | 33   | 0    | 0    | 0  | 0    | 0    | 0    | 0    | 33   | 0    |
| 디나모 모스크바       | 2001       | 러시아 프리미어리그 | 11   | 0    | 0    | 0  | –    | –    | –    | –    | 11   | 0    |
| 알라니아 블라디캅카스 | 2001       | 러시아 프리미어리그 | 13   | 0    | 1    | 0  | –    | –    | –    | –    | 14   | 0    |
| 알라니아 블라디캅카스 | 2002       | 러시아 프리미어리그 | 24   | 0    | 0    | 0  | –    | –    | –    | –    | 24   | 0    |
| 알라니아 블라디캅카스 | 2003       | 러시아 프리미어리그 | 6    | 0    | 0    | 0  | –    | –    | –    | –    | 6    | 0    |
| 알라니아 블라디캅카스 | 합계       | 합계                | 43   | 0    | 1    | 0  | 0    | 0    | 0    | 0    | 44   | 0    |
| CSKA 모스크바         | 2004       | 러시아 프리미어리그 | 0    | 0    | 0    | 0  | 0    | 0    | –    | –    | 0    | 0    |
| CSKA 모스크바         | 2005       | 러시아 프리미어리그 | 0    | 0    | 0    | 0  | 0    | 0    | –    | –    | 0    | 0    |
| CSKA 모스크바         | 2006       | 러시아 프리미어리그 | 3    | 0    | 0    | 0  | 0    | 0    | –    | –    | 3    | 0    |
| 쿠반 크라스노다르     | 2007       | 러시아 프리미어리그 | 29   | 0    | 1    | 0  | –    | –    | –    | –    | 30   | 0    |
| 암카르 페름           | 2008       | 러시아 프리미어리그 | 10   | 0    | 2    | 0  | –    | –    | –    | –    | 12   | 0    |
| 디나모 모스크바       | 2008       | 러시아 프리미어리그 | 12   | 0    | 1    | 0  | –    | –    | –    | –    | 13   | 0    |
| 디나모 모스크바       | 2009       | 러시아 프리미어리그 | 23   | 0    | 3    | 0  | 4    | 0    | –    | –    | 30   | 0    |
| 디나모 모스크바       | 2010       | 러시아 프리미어리그 | 21   | 0    | 2    | 0  | –    | –    | –    | –    | 23   | 0    |
| 모스크바              | 2011–12    | 러시아 프리미어리그 | 7    | 0    | 0    | 0  | 6    | 0    | –    | –    | 13   | 0    |
| 모스크바              | 합계 (2회) | 합계 (2회)          | 10   | 0    | 0    | 0  | 6    | 0    | 0    | 0    | 16   | 0    |
| 안지 마하치칼라       | 2011–12    | 러시아 프리미어리그 | 11   | 0    | 0    | 0  | –    | –    | –    | –    | 11   | 0    |
| 안지 마하치칼라       | 2012–13    | 러시아 프리미어리그 | 27   | 0    | 3    | 0  | 15   | 0    | –    | –    | 45   | 0    |
| 안지 마하치칼라       | 2013–14    | 러시아 프리미어리그 | 5    | 0    | –    | –  | –    | –    | –    | –    | 5    | 0    |
| 안지 마하치칼라       | 합계       | 합계                | 43   | 0    | 3    | 0  | 15   | 0    | 0    | 0    | 61   | 0    |
| 디나모 모스크바       | 2013–14    | 러시아 프리미어리그 | 20   | 0    | 1    | 0  | –    | –    | –    | –    | 21   | 0    |
| 디나모 모스크바       | 2014–15    | 러시아 프리미어리그 | 22   | 0    | 0    | 0  | 10   | 0    | –    | –    | 32   | 0    |
| 디나모 모스크바       | 2015–16    | 러시아 프리미어리그 | 23   | 0    | 2    | 0  | –    | –    | –    | –    | 25   | 0    |
| 디나모 모스크바       | 합계 (3회) | 합계 (3회)          | 132  | 0    | 9    | 0  | 14   | 0    | 0    | 0    | 155  | 0    |
| FC 아르세날 툴라      | 2016–17    | 러시아 프리미어리그 | 13   | 0    | –    | –  | –    | –    | 2    | 0    | 15   | 0    |
| FC 아르세날 툴라      | 2017–18    | 러시아 프리미어리그 | 20   | 0    | 0    | 0  | –    | –    | –    | –    | 20   | 0    |
| FC 아르세날 툴라      | 합계       | 합계                | 33   | 0    | 0    | 0  | 0    | 0    | 2    | 0    | 35   | 0    |
| 경력 합계             | 경력 합계  | 경력 합계           | 333  | 0    | 16   | 0  | 35   | 0    | 2    | 0    | 386  | 0    |

1. ↑  강등 플레이오프전 2경기 출장 기록

### 국가대표팀
2013년 3월 25일 기준
| 러시아 | 러시아 | 러시아 |
| 연도   | 출장   | 골     |
| ------ | ------ | ------ |
| 2007   | 5      | 0      |
| 2010   | 1      | 0      |
| 2012   | 2      | 0      |
| 2013   | 2      | 0      |
| 합계   | 10     | 0      |

## 수상

### 클럽
CSKA 모스크바
- UEFA컵: 2004–05
- 러시아 프리미어리그: 2005, 2006
- 러시아 슈퍼컵: 2006

클뤼프 브뤼허
- 벨기에 프로 리그: 2017–18

### 국가대표팀
러시아
- 유럽 선수권 대회 4강: 2008

### 개인
- 올해의 신사: 2009[10]

## 사생활
그의 남동생 게오르기 가불로프도 프로 선수로 활약했다.